# Polesia
La Polesia o Polessia (in bielorusso Палесьсе, traslitterato Paleśsie; in ucraino Полісся, Polissja; in polacco Polesie; in russo Полесье, Poles'e; in tedesco Polesien) è una regione storico-geografica che ospita una delle aree paludose più estese d'Europa. Si estende quasi esclusivamente entro i confini di Bielorussia e Ucraina, toccando in piccola parte anche la Polonia e la Russia occidentale. Praticamente le aree paludose della Polesia corrispondono alle cosiddette paludi del Prypjat' (dal fiume Prypjat') o di Pinsk.
Un abitante della Polesia si chiama palašuk in bielorusso, poliščuk nel dialetto ucraino della regione, poleszuk in polacco e poleščuk in russo.

## Geografia

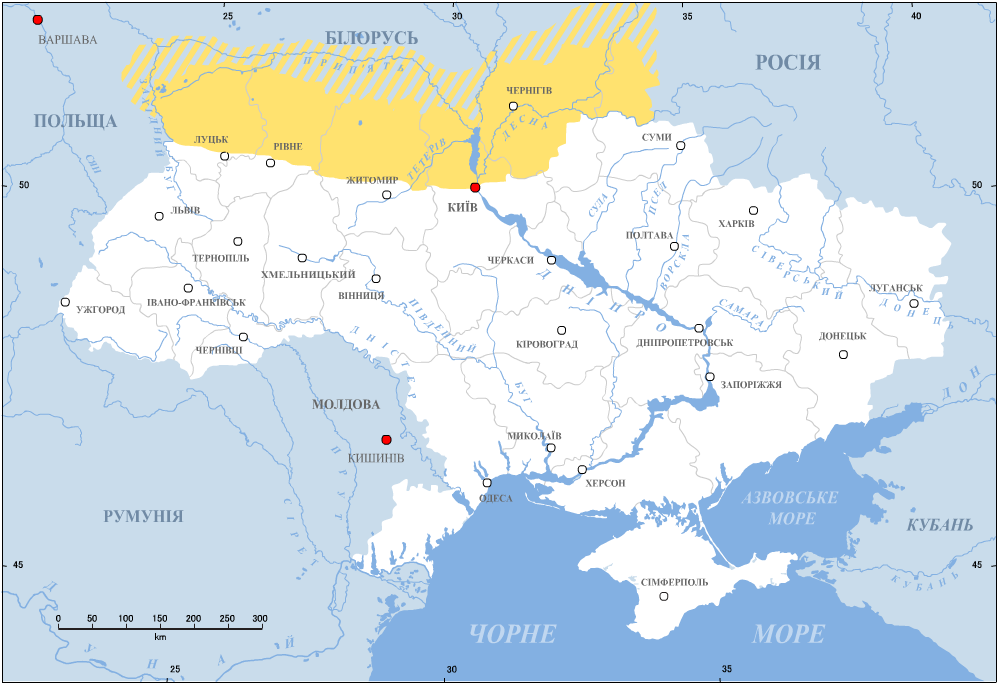
La Polesia evidenziata in giallo su una mappa dell'Ucraina

La Polesia è una regione paludosa lungo il corso del fiume Prypjat' nella Bielorussia meridionale (Brest, Pinsk, Kalinkavičy, Homel'), nell'Ucraina settentrionale (nelle regioni di Volinia, Rivne, Žytomyr, Kiev e Černihiv), parzialmente in Polonia (Lublino) e in Russia (Brjansk). È una depressione compresa tra gli spartiacque dei fiumi Bug Occidentale e Prypjat'. I due fiumi sono collegati dal Canale Dnepr-Bug, costruito sotto il regno di Stanisław August Poniatowski, l'ultimo sovrano della Confederazione Polacco-Lituana.
I principali affluenti del fiume Prypjat' sono il Horyn' (Goryn), lo Stochod (Stochod, Stochid), lo Styr, lo Ptyč, la Jaselda (Jasolda). Le maggiori città nel bacino del Prypjat' sono Pinsk, Stolin, Davyd-Haradok. Tra gli anni '60 e '80 del Novecento vasti acquitrini furono trasformati in terreni coltivabili. Si ritiene che la bonifica abbia danneggiato l'ambiente lungo il corso del Prypjat'.
La regione fu duramente colpita dal disastro di Černobyl'. Vaste aree furono inquinate da elementi radioattivi e sono considerate inadatte all'insediamento umano.